# Хорьковые барсуки
Хорьковые барсуки (лат. Melogale) — род хищных млекопитающих из семейства куньих. Содержит пять видов.
Тело длиной 33-43 см, хвост длиной 14,5-23 см, вес 1-3 кг. Общая окраска верхней части тела от серо-коричневого до коричнево-чёрного цвета, брюхо немного бледнее. Белая или красная спинная полоса, как правило, присутствует. Хорьковые барсуки отличаются окраской головы, которая сочетает в себе чёрный с вкраплениями белого или жёлтого цвета. Хвост пушистый, конечности короткие, а ступни широкие и длинные, с сильными когтями для рытья.
Любят лесистую местность и луга. Днём прячутся в норах и естественных укрытиях, активны в сумерках и ночью. Иногда лазают по деревьям. Китайский барсук на Тайване, хорошо вскарабкивается на деревья и часто спит на ветвях. При угрозе нападения животные выделяют неприятный запах. Всеядны, питаются, как правило, мелкими позвоночными, насекомыми, дождевыми червями и фруктами.
После 60 дней беременности самка рождает, как правило, в мае и июне от одного до трёх детёнышей в одном выводке. В возрасте 2—3 месяцев молодые животные становятся самостоятельными. Один экземпляр китайского барсука (M. moschata) прожил в неволе до 17-летнего возраста.
Виды:
- Китайский барсук (Melogale moschata)
- Бирманский барсук (Melogale personata)
- Барсук Эверетта (Melogale everetti), или борнейский барсук[1]
- Восточный барсук (Melogale orientalis)
- Melogale cucphuongensis вид описан в 2011 году и известен только из национального парка Кукфыонг во Вьетнаме[2].